# Anton Foek
Anton Jie Sam Foek (Paramaribo, 3 september 1941), bekend als Anton Foek, is een Nederlandse journalist, televisieproducent en media-ondernemer.

## Biografie
Anton Foek kwam op 12-jarige leeftijd samen met zijn ouders vanuit Suriname naar Nederland om de middelbare school in Utrecht te volgen. Zijn ouders vertrokken na enige maanden terug naar Suriname. Foek besloot in Nederland te blijven om te studeren maar voelde zich meer en voortdurend aangetrokken door Zuid-Amerika.

## Journalist
Eind jaren ´60 reisde Foek als freelance correspondent naar Latijns-Amerika en maakte voor de AVRO diverse reportages, zoals de radioseries De Kerk in Zuid-Amerika en Cuba ´73.

### Illegale gevangenneming in Chili
In 1973 reisde Foek naar Chili om verslag te doen over het land tijdens de regering-Allende. Hij meldde zich bij de autoriteiten als AVRO-correspondent. Kort na de staatsgreep werd Peter Schröder door de AVRO naar Chili uitgezonden en meldde zich ook als correspondent van die omroep. Toen hij kreeg te horen dat er al een was informeerde Schröder de autoriteiten dat hij de enige AVRO-correspondent in Chili was. Prompt werd Foek gearresteerd. Begin oktober kon hij samen met Koos Koster en vier andere Nederlandse gevangenen het land verlaten. Op verzoek van de AVRO bood Schröder zijn excuses aan voor zijn onzorgvuldig handelen.

### Notabele verslagen
Rapportages van Foek zijn gepubliceerd in Nederland, Suriname en daarbuiten, zoals onder andere in BBC World Service en The Humanist. Enkele notabele verslagen van Foek zijn:
- Een rapportage voor de NOS over massale kindermoorden door eskaders des doods in Brazilië bracht Ed Nijpels en Frits Bolkestein ertoe om kamervragen te stellen aan Minister Chris van der Klaauw.[8]
- Sweatshop Barbie: Exploitation of Third World Labour werd opgenomen in de lijst van 25 meest gecensureerde artikelen van 1998 door Project Censored.[9]

## Televisieproducent en media-ondernemer
Foek richtte het bedrijf Columbus Cine and Entertainment op in de Verenigde Staten en Brazilië. Hij produceerde het programma Brasil 2000 dat werd uitgezonden op SPN (Satellite Programme Network) in Tulsa.